# Тургеневский переулок (Таганрог)
Тургеневский переулок  — переулок в центральной исторической части города Таганрога (Ростовская область).

## География
Расположен между улицей Шевченко и Греческой улицей. Пересекает улицу Энгельса, улицу Карла Либкнехта, улицу Чехова, Александровскую улицу, улицу Фрунзе, Петровскую улицу. Ведёт к Каменной лестнице, спускающейся к морю. Протяжённость 1685 м. Нумерация домов ведётся от Греческой улицы.

## История
Первоначально именовался как Четвёртый Поперечный переулок. Затем был переименован в честь известного таганрогского купца и мецената Герасима Фёдоровича Депальдо. В 1923 году был вновь переименован в честь писателя И. С. Тургенева. Примечательно, что писатель не был связан с Таганрогом никоим образом.

## В Тургеневском переулке расположены
- Дом Скизерли — Тургеневский, 3.
- Дом Лакиера (Прокуратура Таганрога) — Тургеневский, 5.
- Дом Багдасаровых — Тургеневский переулок, 7.
- Дом Рубанчика (памятник архитектуры) — Тургеневский, 12.
- Таганрогский институт управления и экономики — Тургеневский, 13.
- Таганрогский институт управления и экономики — Тургеневский, 18.
- Кафе «Фрекен Бок» — Тургеневский, 24.
- Педагогический институт — Тургеневский, 32.
- Дом Петруцци — Тургеневский, 35.
- Таганрогский авиационный колледж им. В. М. Петлякова — Тургеневский, 44.

## Памятники
- Солнечные часы — верхняя площадка Каменной лестницы